# Киевская епархия ПЦУ
Киевская епархия (укр. Київська єпархія) — епархия Православной церкви Украины, включающая приходы города Киева и Киевской области.
С 15 декабря 2018 епархия является центральной в Православной церкви Украины, её правящим архиереем является митрополит Киевский и всея Украины, а в случае овдовевшей кафедры — старший по хиротонии местоблюститель. 
Как минимум с 4 июня 2010 года и фактически по 15 декабря 2018 была Киевской епархией Украинской православной церкви Киевского патриархата (УПЦ КП). Также в состав епархии вошли приходы Переяславской (Переяслав-Хмельницкой) епархии УПЦ КП и приходы Киевской епархии Украинской автокефальной православной церкви (УАПЦ). На заседании Священного Синода ПЦУ 5 февраля 2019 приходы города Киева, которые ранее входили в УПЦ КП (без Михайловского монастыря) были отданы под управление почетному патриарху Филарету, однако 24 июня это решение было отменено и приходы вернулись под управление митрополита Киевского.